# Camping (videogiochi)
Il camping negli sparatutto online è una strategia di gioco che consiste nel nascondersi aspettando i nemici per poi ucciderli; questa strategia è diametralmente opposta al bunny hopping.
In molti titoli si trovano i cosiddetti camper (coloro che praticano questa tecnica), ma è con America's Army che assume un ruolo effettivo: infatti il gioco presenta un sistema di mira che diventa più accurata rimanendo fermi o sdraiati, piuttosto che chinati o in piedi.
In titoli più frenetici, come Quake III Arena o Unreal Tournament, generalmente i camper sostano nei punti di respawn dei giocatori (in questo caso è definito spawncamping), cioè dove i personaggi uccisi tornano in gioco: questi possono essere facilmente uccisi prima che raccolgano armi o altri power-up.
Nella serie Call of Duty, per esempio, il camping è abbastanza presente, per lo più grazie sia alle claymore (mine) in dotazione che possono coprire i punti ciechi del giocatore finché è "camperato", sia grazie ai silenziatori applicabili alle armi e a perk che rendono invisibile il giocatore sulla mappa, che alcuni giocatori non utilizzano per richiamare a sé tutta l'attenzione dei nemici, che spesso ritorneranno in quel punto diverse volte per 'stanare' il camper.
Nel popolare videogame Team Fortress 2, in particolare, il camping è spesso facilitato dall'uso delle mine a comando del Demolitore, o delle torrette automatiche dell'Ingegnere.